# 大分鉱業徳浦運搬線
大分鉱業徳浦運搬線（おおいたこうぎょうとくうらうんぱんせん）は、かつて大分県津久見市の上青江と徳浦とを結んでいた大分鉱業の鉱山鉄道である。

## 概要
津久見市の山地で採掘される石灰石を津久見港（徳浦港）に運搬する鉄道で1957年に開通した。一日約1万トン輸送していたが、ベルトコンベアによる輸送への置換が進んだため、2000年7月22日に廃止された。なお、上部軌道は現存している。
日立製作所製の凸型20t電気機関車（ED201-3 1956年、1963年、1971年製）、鉱車9輌、制御車（最後尾に連結し逆行時に遠隔操作する）からなるプッシュプル方式の編成が3編成在籍した。

## 路線データ
- 路線距離：2.4km
- 軌間：1,067mm
- 電化区間：全線
- 架線電圧：直流600V
- 閉塞方式
  - 交換施設：2